# Małomychajliwka (rejon kamieński)
Małomychajliwka (ukr. Маломихайлівка) – wieś na Ukrainie, w obwodzie dniepropetrowskim, w rejonie kamieńskim, w hromadzie Krynyczky. W 2001 liczyła 754 mieszkańców, spośród których 732 wskazało jako ojczysty język ukraiński, 20 rosyjski, 1 białoruski, a 1 inny.